# 張有德 (台灣)
張有德是台灣的醫療器材企業家，益安生醫董事長。投身醫療器材領域逾40年，開發逾40項醫材專利，被稱為「醫療器材教父」、「授權王」。
張有德畢業於國立清華大學材料工程系，1978年赴美國猶他大學取得材料工程博士，之後投身醫療器材領域，曾在美國矽谷經營數間公司，並參與了「軟針」（靜脈留置針）、心血管內超音波等多件醫療器材的發明。2007年起，他與時任國科會主委陳建仁合作執行「台灣－史丹佛醫療器材產品設計之人才培訓計劃」，將台灣醫師和工程師送往美國史丹佛培訓。2010年，在時任國發會主委陳添枝的延攬下，回到台灣協助推動生技創投基金未果。2012年，在晟德製藥董事長林榮錦出資協助下下創立並營運益安生醫，將尖端醫療器材引進台灣。2018年時，張有德被選為工業技術研究院院士，獲聘為行政院科技會報委員。